# LRRC38
LRRC38 (англ. Leucine rich repeat containing 38) – білок, який кодується однойменним геном, розташованим у людей на 1-й хромосомі. Довжина поліпептидного ланцюга білка становить 294 амінокислот, а молекулярна маса — 32 082.
| 10         |  | 20         |  | 30         |  | 40         |  | 50         |
| ---------- |  | ---------- |  | ---------- |  | ---------- |  | ---------- |
| MRPRAPACAA |  | AALGLCSLLL |  | LLAPGHACPA |  | GCACTDPHTV |  | DCRDRGLPSV |
| PDPFPLDVRK |  | LLVAGNRIQR |  | IPEDFFIFYG |  | DLVYLDFRNN |  | SLRSLEEGTF |
| SGSAKLVFLD |  | LSYNNLTQLG |  | AGAFRSAGRL |  | VKLSLANNNL |  | VGVHEDAFET |
| LESLQVLELN |  | DNNLRSLSVA |  | ALAALPALRS |  | LRLDGNPWLC |  | DCDFAHLFSW |
| IQENASKLPK |  | GLDEIQCSLP |  | MESRRISLRE |  | LSEASFSECR |  | FSLSLTDLCI |
| IIFSGVAVSI |  | AAIISSFFLA |  | TVVQCLQRCA |  | PNKDAEDEDE |  | DKDD       |

A: Аланін

C: Цистеїн

D: Аспарагінова кислота

E: Глутамінова кислота

F: Фенілаланін

G: Гліцин

H: Гістидин

I: Ізолейцин

K: Лізин

L: Лейцин

M: Метіонін

N: Аспарагін

P: Пролін

Q: Глутамін

R: Аргінін

S: Серин

T: Треонін

V: Валін

W: Триптофан

Кодований геном білок за функцією належить до іонних каналів. 
Задіяний у таких біологічних процесах, як транспорт іонів, транспорт. 
Локалізований у клітинній мембрані, мембрані.